# Jong-Vlaanderen (activisme)
Jong-Vlaanderen of Nationale Jong-Vlaamsche Beweging was een activistische groep uit Gent uit de tijd van de Duitse bezetting tijdens de Eerste Wereldoorlog, die een radicalisering van de Vlaamse Beweging en een onafhankelijk Vlaanderen voorstond en daarvoor in 1915 de Raad van Vlaanderen, een zelf opgeworpen zelfbestuur, oprichtte en ondersteunde, dat prompt door de Duitsers in het kader van de Flamenpolitik omarmd werd, en zodoende een collaborerende beweging werd.

## Geschiedenis
De wortels van Jong-Vlaanderen liggen in het Algemeen Nederlandsch Verbond, regio Oost-Vlaanderen, een regio waar de eerste vijftig jaren van het bestaan van de Belgische staat de orangisten zich het meest roerden. In 1911 troffen enkele radicale Vlaamsgezinden elkaar daar; zij deelden hun afschuw over de opgelegde verfransing. Onder hen was Marcel Minnaert, bestuurslid, die in mei 1914 met enkele welgezinden het blad De bestuurlijke scheiding begon, waarin voor het eerst in de geschiedenis van de Vlaamse Beweging gepleit werd voor de splitsing van België, eventueel een zelfstandig Vlaanderen opleverend. In dit gematigd separatisme volgden zij de Waalse Beweging die in diezelfde tijd dezelfde voorstellen deed.
Toen op 12 oktober 1914 de Duitsers Gent bezetten greep de groep de kansen en op 24 oktober hernoemde ze zich tot Jong-Vlaanderen. Voorzitter werd de Nederlandse predikant Jan Derk Domela Nieuwenhuis Nyegaard, een germanist en orangist, Reimond Kimpe secretaris en Minnaert toegevoegd secretaris; ook Antoon Thiry werd een belangrijk lid. In een manifest werd de opheffing van België en de oprichting van een onafhankelijk koninkrijk Vlaanderen geëist, dat geregeerd zou moeten worden door een lid van het Huis Oranje en voorlopig een protectoraat zou worden van het Duitse Keizerrijk. Het zou een Nederlandstalig land worden waarin alle Frans uitgebannen zou worden. Tevens zou Vlaanderen lid worden van een Al-Duitse Alteutonenbond, een confederatie van door Germaanse volkeren bewoonde staten.
Leo Picard bood in februari 1915 aan een dagblad De Vlaamsche Post  uit te geven, dat gefinancierd werd met Duitse fondsen afkomstig van het militaire bestuur, de Militärverwaltung, en het Auswärtiger Amt, het Ministerie van Buitenlandse Zaken van de keizerlijke Duitse regering. Het was aanvankelijk gevuld met anti-Belgische propaganda, maar werd alras minder uitgesproken omdat de bevolking de krant links liet liggen. Op 2 september 1915 trok ook Jong-Vlaanderen zich uit de krant terug, en in maart 1916 trokken ook de Duitsers hun steun in, als aanloop naar een mislukte diplomatieke poging om met koning Albert I een separate vrede te sluiten.
De aanhang onder de bevolking was niet groot maar toch: in West- en Oost-Vlaanderen schoten de afdelingen uit de grond, alsook in andere Vlaamse steden (waaronder Brussel). Op 1 november 1915 verenigden zij zich op een congres te Gent tot de Nationale Beweging Jong-Vlaanderen.
Domela Nieuwenhuis Nyegaard ging driemaal op "studiereis" naar Duitsland, alwaar hij politieke contacten legde; ook de Nederlandse politicus Abraham Kuyper werd benaderd. Hij gaf in Nederland bij de Amsterdamse uitgeverij Versluys het boekje Vlaanderen bevrijd van elken Zuidelijken dwang uit, een propagandistisch vlugschrift, dat in het Duits vertaald in 1918 in Leipzig uitgegeven werd als Flandern Frei. Desondanks paste zijn felle activistische houding niet meer binnen de Duitse Flamenpolitik, die meer gericht werd op het paaien van de koningsgezinden aan beide kanten van het front. Domela Niewenhuis kwam alleen te staan, het bestuur van Jong-Vlaanderen liet hem vallen. Ook de Raad van Vlaanderen zocht geen steun bij Jong-Vlaanderen.
Waar Jong-Vlaanderen verwaterde deed in 1918 de nieuwe organisatie de Nationalistenbond van Gentenaar Jan Wannijn van zich spreken, een even felle anti-belgicistische organisatie. Met de nederlaag van Duitsland kwam aan dit alles in november 1918 een einde. De actieve aanhangers van het Activisme werden zwaar gestraft - Domela Nieuwenhuis bij verstek met de dood en Minnaert met levenslang - en er ging een decennium overheen voordat een algehele amnestie werd afgekondigd, toen het kwaad bloed dat de bestraffing had opgeleverd al tot een groot anti-belgicisme had geleid.